# Zniekształcenia poznawcze

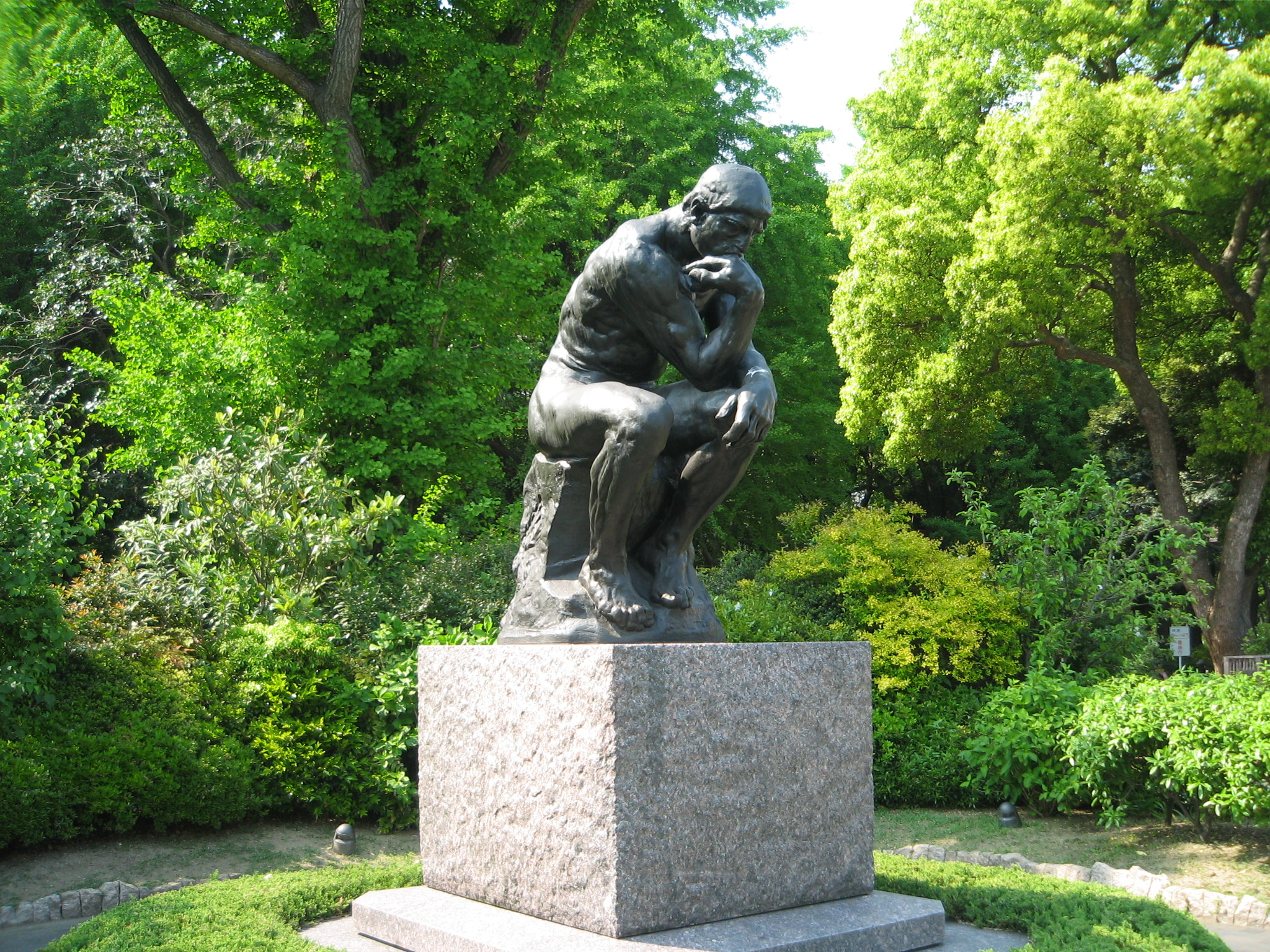
Auguste Rodin – Myśliciel

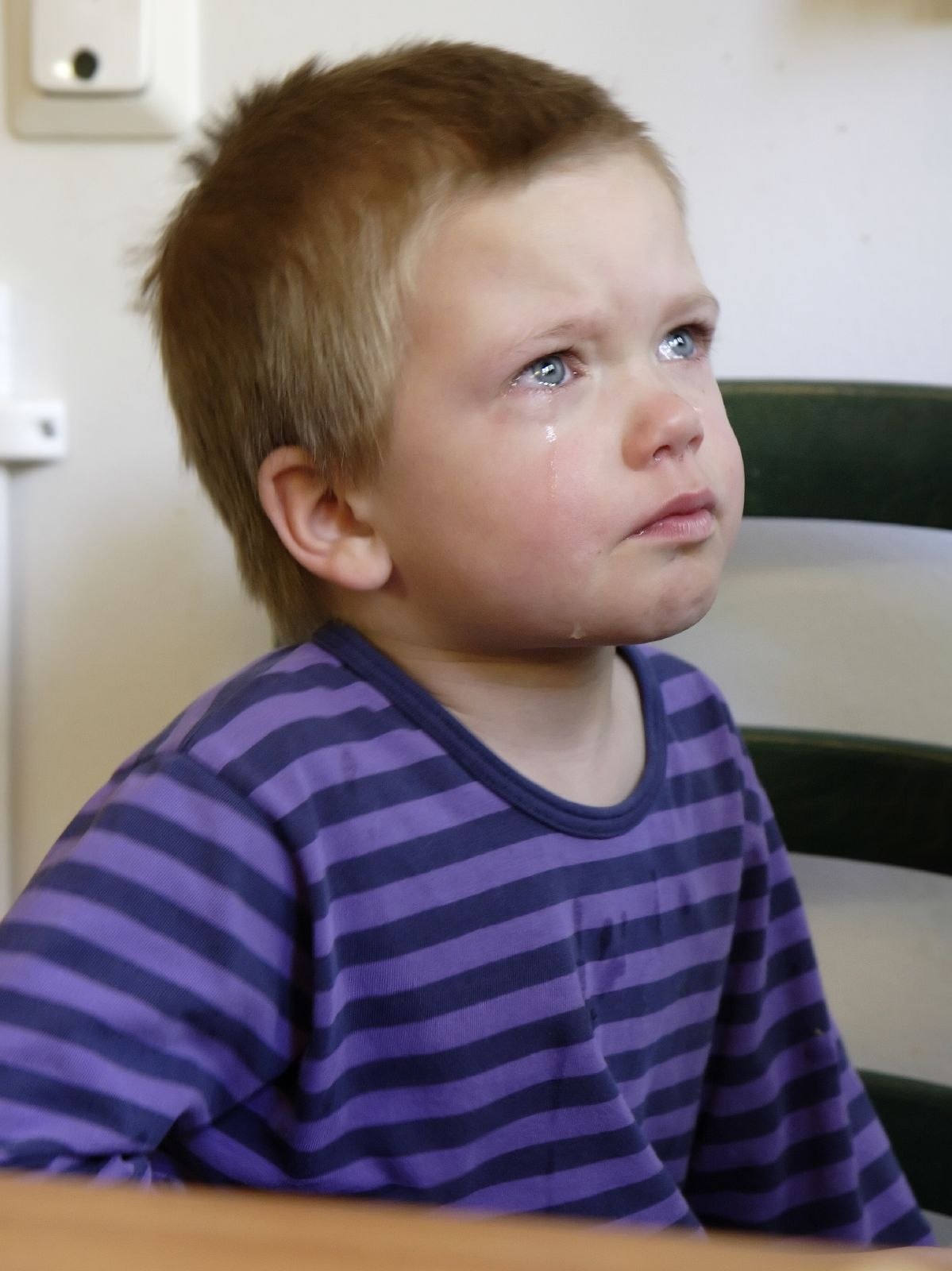
Emocje, doświadczane w dzieciństwie, mają silny wpływ na schematy myślenia

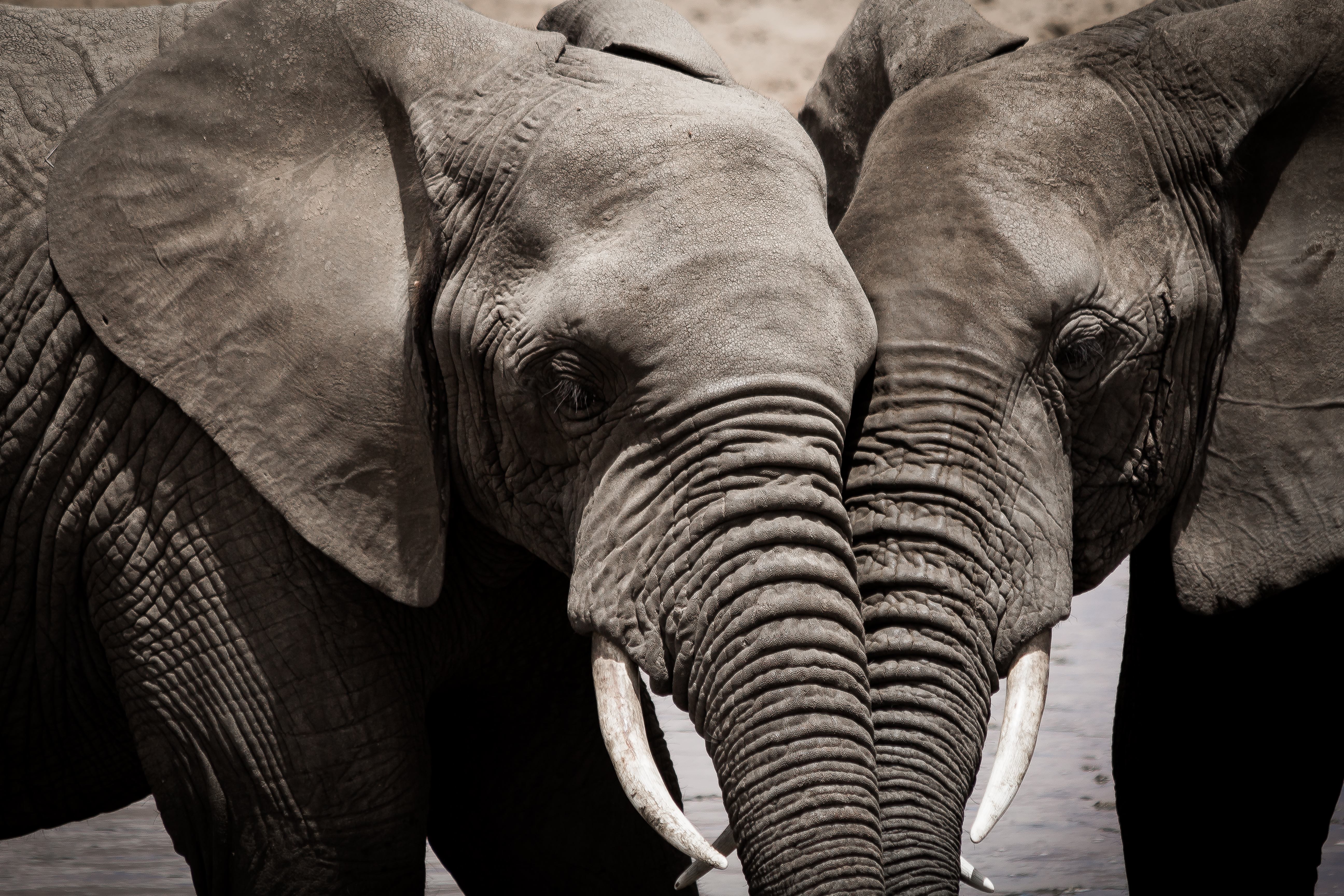
Emocje wpływają też na kształtowanie schematów zachowań zwierząt

Zniekształcenia poznawcze – myśli połączone z negatywnymi emocjami, zawierające błędy w rozumieniu rzeczywistości. Zniekształcenia poznawcze są skutkiem nieprawidłowego wzorca myślenia. Często są one niezauważalne i jako takie występują powszechnie. W psychopatologii obserwuje się większe nasilenie i trwałość zniekształceń rozumienia rzeczywistości. Wtedy są przyczyną pojawienia się i utrwalenia stanów psychopatologicznych, takich jak depresja i stany lękowe.
Zniekształcenia poznawcze powodują, że człowiek interpretuje rzeczywistość (tj. wydarzenia ze swojego życia) niedokładnie, wybiórczo, a nawet błędnie. Według modelu poznawczego Aarona Becka, negatywne spojrzenie na rzeczywistość jest czynnikiem powodującym objawy dysfunkcji emocjonalnych i gorsze samopoczucie. Spojrzenie to wynika z negatywnych wzorców myślenia, jakie ma człowiek, utrwalone na skutek trudnych doświadczeń w jego historii życia. Negatywne wzorce myślenia wzmacniają negatywne emocje i myśli. W trudnych okolicznościach te zniekształcone myśli mogą przyczynić się do ogólnego negatywnego spojrzenia na świat i depresyjnego lub lękowego stanu psychicznego. Według teorii wyuczonej bezradności i teorii Becka znaczenie lub interpretacja, jaką ludzie nadają swoim doświadczeniom, w istotny sposób wpływa na to, czy popadną w depresję. Od stopnia zniekształcania rzeczywistości zależy też, na ile stany depresyjne będą poważne, długotrwałe. Błędy odbioru rzeczywistości można zmienić poddając myśli krytycznej ocenie, samodzielnie lub z pomocą terapeuty, co jest to kluczowym elementem terapii poznawczo-behawioralnej).

## Rodzaje zniekształceń poznawczych

### Myślenie czarno-białe(myślenie dychotomiczne)
Jest to myślenie zero-jedynkowe w kategoriach wszystko albo nic. Nie branie pod uwagę wieloznaczności sytuacji i wielu możliwych rodzajów interpretacji, np. 
- Zaspałem do pracy- jestem beznadziejny.
- Ludzie nigdy mnie nie słuchają.

### Nadmierne uogólnianie
Wyciąganie pochopnych, daleko idących wniosków na podstawie pojedynczych wydarzeń, np. 
- Szef skrytykował mój pomysł - wszystkie moje pomysły są głupie.
- Zawsze popełniam masę błędów.

### Personalizacja
Przypisywanie sobie pełnej odpowiedzialności za zdarzenia, w których nasz wpływ był mały lub nieznaczący, np.
- Ludzie w biurze byli dziś posępni, pewnie dlatego, że właśnie wróciłam z urlopu.
- Mój mąż na mnie krzyczy, bo jestem złą żoną.

### Katastrofizacja
Skupienie się na najgorszym możliwym scenariuszu, pomimo że prawdopodobieństwo jego wystąpienia jest niskie, np. 
- Jeśli wyrzucą mnie z pracy, to znowu popadnę w depresję i już nigdy się z niej nie otrząsnę.
- Czuję ucisk w klatce piersiowej, to musi być chore serce.

### Uzasadnienie emocjonalne
Wyciąganie wniosków na podstawie swoich uczuć, nie faktów, np. 
- Boję się iść na tę rozmowę, czyli lepiej z niej zrezygnować.
- Czuję, że jestem złą osobą, więc pewnie taki jestem.

### Nadużywanie imperatywów "muszę", "powinienem"
Nadmierne odwoływanie się do bezwzględnych standardów zachowania. Są to wszystkie ‘muszę’ i ‘powinno się’), np.
- Dobra żona powinna mieć czysto w domu
- Mężczyzna musi zapewnić rodzinie byt.

### Wyolbrzymianie/umniejszanie
Interpretowanie zdarzeń w skrajny sposób lub bagatelizowanie szczegółów. Często wyolbrzymianie porażek i ignorowanie sukcesów, np.
- Nie pomagasz w opiece nad dziećmi, jestem zdana na siebie.
- Prezentacja miała kilka błędów, więc była bezwartościowa.

### Przepowiadanie przyszłości
Wyciąganie negatywnych wniosków dotyczących przyszłości, niezależnie od faktów i innych możliwych opcji, np.
- Na pewno nikt nie będzie ze mną rozmawiał na tej imprezie.
- Na 100% obleję ten egzamin.

### Czytanie w myślach lub etykietowanie innych osób
Pochopne wnioskowanie negatywne o tym, jak inni o nas myślą lub negatywne myślenie o innych na podstawie ich oglądu, np.
- Ziewa, więc musi być mną znudzony. Ludzie muszą mnie nienawidzić, ponieważ jestem gruby
- Jacek oferuje, że zrobi za mnie to zadanie - pewnie myśli, że jestem niekompetentny.

### Filtrowanie mentalne (selekcyjny dobór negatywnych informacji)
Skupianie się nadmiernie na negatywnych aspektach danej sytuacji, osoby, pomijając informacje pozytywne. Dokładniej omówiono to niżej.

## Filtrowanie mentalne - szerzej

### Filtrowanie mentalne własnych zachowań
Występuje, gdy jednostka skupia się na negatywnych elementach własnej aktywności, a pomija pozytywy. Może to prowadzić do zniechęcenia, zastoju, zaniechania aktywności, apatii, lęku, niskiej samooceny.
Przykład: Piotr otrzymuje głównie komplementy i pozytywne opinie na temat prezentacji, którą przeprowadził, ale spotkał się też z niewielką krytyką. Przez kilka dni Piotr rozmyśla nad tą jedną negatywną reakcją, zapominając o wszystkich pozytywnych reakcjach, które również mu towarzyszyły.

### Filtrowanie mentalne zachowań innych ludzi
Występuje, gdy dana osoba skupia się na negatywnych elementach aktywności innej osoby, wyolbrzymia je, a pomija pozytywy lub negatywnie interpretuje zachowania innych osób, mimo że faktycznie są neutralne lub pozytywne.
Skutki
Jeśli osoba stosuje ten filtr w ocenie sytuacji interpersonalnych, to może to skutkować trudnościami w budowaniu dobrych relacji z innymi osobami. W szczególności skutkami będą:
1. zniekształcone postrzeganie sytuacji interpersonalnych (a w dłuższej perspektywie całokształtu relacji z daną osobą)
2. złe samopoczucie, związane z pojawieniem się negatywnych uczuć: nieufności, zniechęcenia, rozczarowania, goryczy, złości, apatii, gniewu, itd.
3. podchodzenie z ostrożnością do relacji z innymi, unikanie kontaktów, zamykanie się, milczenie
4. oskarżanie, żałośliwość, wywoływanie konfliktów, zrywanie relacji
5. zniekształcenie umiejętności komunikowania się z innymi osobami
6. zaniechanie odruchów empatii (korzystniej jest domyślać się zła, być przygotowanym na atak, wykorzystanie, niż poświęcić się, pomagać, gdy ktoś zdaje się potrzebować pomocy - bo może udaje, aby mnie wykorzystać?)

Przykład: Gdy znajomy nie odpowiada na wiadomość, osoba stosująca filtr może od razu zakładać, że znajomy nie chce z nią rozmawiać, nawet gdy faktycznie ma inne powody. W konsekwencji pojawiają się u niej negatywne uczucia. Od ich rodzaju będą zależeć dalsze reakcje, opisane w p. 3 lub 4. 
W dalszej perspektywie prowadzi to do skutków groźniejszych, opisanych w p. 5 i 6, tj. do zniekształcenia umiejętności komunikacji interpersonalnych, zaniechania odruchów empatii, itp. W ten sposób następuje kształtowanie zaburzonej osobowości.
Przyczyny
Wcześniejsze negatywne doświadczenia życiowe (niekoniecznie dotyczące relacji z daną osobą) mogą prowadzić do  wytworzenia a) braku zaufania czy nawet lęku wobec innych osób b) ostrożności w podchodzeniu do relacji interpersonalnych. Jeśli doświadczenia negatywne były bardzo silne i miały miejsce w okresie dzieciństwa, gdy tworzą się schematy przetwarzania informacji i reagowania na nią (schematy poznawcze i wzorce myślenia), to w konsekwencji może pojawić się silny mechanizm obronny w postaci filtru mentalnego, który przejawia się w: a) interpretowanie zachowań innych osób jako zachowań negatywnych, mimo że faktycznie są neutralne lub pozytywne b) formułowanie podejrzeń co do intencji innych osób. c) skupianie się na negatywnych elementach aktywności danej osoby, wyolbrzymianie ich, a pomijania pozytywów. 
Wyjaśnienie
Pojawienie się patologicznego filtru interpretowania rzeczywistości wynika z potencjalnych korzyści: ostrożność, nieufność do innych pozwala być przygotowanym do obrony w razie ataku, chęci wykorzystania przez inna osobę.

### Radzenie sobie z filtrowaniem mentalnym
- Świadomość zniekształcenia: Zrozumienie, że filtrowanie mentalne jest naturalnym mechanizmem poznawczym, ale może prowadzić do błędnych osądów.
- Aktywne poszukiwanie informacji: Świadome dążenie do dostrzeżenia wszystkich aspektów osoby lub sytuacji, nie tylko tych negatywnych.
- Korygowanie automatycznych myśli: Kwestionowanie negatywnych myśli i zastępowanie ich bardziej realistycznymi i obiektywnymi.
- Ćwiczenie uważności: Skupianie się na teraźniejszości i dostrzeganie rzeczywistości bez osądów.

Filtrowanie mentalne jest naturalnym mechanizmem poznawczym, ale może mieć negatywny wpływ na relacje z innymi ludźmi. Świadomość tego zniekształcenia i stosowanie odpowiednich strategii może pomóc w bardziej obiektywnej i empatycznej ocenie innych ludzi. Terapia poznawczo-behawioralna może być pomocna w identyfikowaniu i modyfikowaniu takich myślowych wzorców, co może poprawić relacje interpersonalne i samopoczucie.

## Przyczyny i skutki zniekształceń poznawczych
Brak zaufania w relacjach interpersonalnych, wynikający z trudnych doświadczeń z dzieciństwa, może mieć znaczący wpływ na tendencję do wyolbrzymiania negatywnych aspektów zachowań innych osób oraz prowadzić do braku zaufania i podejrzeń wobec innych ludzi. Jest to złożony problem, który może prowadzić do trudności w budowaniu bliskich relacji oraz nawet do zerwania tych relacji.
Kilka kluczowych aspektów tego problemu:
1. Trauma z dzieciństwa jako źródło braku zaufania: Trudne doświadczenia z dzieciństwa, takie jak przemoc domowa, zaniedbanie czy emocjonalne nadużycia, mogą prowadzić do utraty zaufania do innych ludzi. Osoba, która doświadczyła traumy w dzieciństwie, może przypatrywać się innym z podejrzliwością i obawą, oczekując negatywnych zachowań.
2. Wyolbrzymianie negatywnych aspektów: Osoba, która doświadczyła trudnych sytuacji w przeszłości, może mieć tendencję do wyolbrzymiania negatywnych aspektów zachowań innych osób. To może wynikać z hiperalertywności na potencjalne zagrożenia i potrzeby chronienia się przed ewentualnymi krzywdami.
3. Brak zaufania w relacjach interpersonalnych: Trauma z dzieciństwa może prowadzić do ogólnego braku zaufania w relacjach interpersonalnych. Osoba może mieć trudności w budowaniu zdrowych relacji, ponieważ obawia się, że zostanie ponownie zraniona lub wykorzystana.
4. Trudności w budowaniu bliskich relacji: Ze względu na brak zaufania i podejrzeń wobec innych ludzi, osoba może mieć trudności w budowaniu bliskich, intymnych relacji. Może unikać otwierania się przed innymi, obawiając się, że zostanie zraniona lub odrzucona.
5. Zerwanie relacji: W skrajnych przypadkach brak zaufania i trudności w budowaniu relacji mogą prowadzić do zerwania istniejących relacji. Osoba może chronić się przed potencjalnymi krzywdami poprzez unikanie bliskości z innymi ludźmi.

W terapii osób z tymi doświadczeniami ważne jest zrozumienie głębokich przyczyn ich trudności w zaufaniu i budowaniu relacji. Terapia poznawczo-behawioralna oraz terapia traumatyczna mogą być skutecznymi metodami pomagającymi osobom przepracować traumę z dzieciństwa, zidentyfikować myślowe wzorce i strategie obronne oraz nauczyć się zdrowszych sposobów budowania relacji i radzenia sobie z trudnościami emocjonalnymi.

## Rozpoznanie zniekształceń. Ogólne metody eliminacji
Uwolnienie się od zniekształceń pozwala patrzeć na rzeczywistość w dużo zdrowszy i świeższy sposób. Praca nad zniekształceniami nie zawsze jest łatwa - często są one bardzo głęboko zakorzenione w psychice. Jeśli uda się zidentyfikować je, można zacząć pracować nad ich wyeliminowaniem.

### 1. Rozpoznanie rodzaju zniekształceń
Notowanie (myśli, osoby, sytuacje, emocje): Zniekształcenia zwykle wiążą się z określonym typem sytuacji (określone rodzaje aktywności, określone osoby). Notuj przez kilka dni myśli, które pojawiły się w ciągu dnia, kto lub co je zapoczątkowało, emocje, jakie temu towarzyszą. Przed notowaniem zrób krótką pauzę na oddech – myśli przyjdą same. 
Analiza (grupowanie, identyfikacja): Pogrupuj myśli do poszczególnych zniekształceń. Sprawdź, która grupa jest najliczniejsza. Przeanalizuj, czy sytuacje są do siebie podobne. Kto lub co je zapoczątkowało? Często zniekształcenia mają swój początek w trudnych wydarzeniach lub słowach skierowanych do nas w przeszłości. 
Gdy zidentyfikuje się zniekształcenia, można zacząć z nimi pracować.

### 2. Praca nad wyeliminowaniem zniekształceń
Każdy rodzaj zniekształceń może wymagać specyficznych metod pracy nad ich wyeliminowaniem. Wyżej podano metody pracy nad filtrowaniem mentalnym. Tu zestawiono ogólne metody.
Zmiana perspektywy: Zastanów się w jaki sposób zareagowałaby bliska Ci osoba na Twoje myśli. Jak patrzyłaby na tę sytuację? Co by powiedziała i poczuła? Jak Ty byś zareagował, gdyby bliska Ci osoba miała podobne myśli?
Szukanie dowodów: Zastanów się, jakie są dowody potwierdzające Twoją myśl. Zapisz to, co jej przeczy i alternatywne interpretacje danej sytuacji i sprawdź, na ile są one możliwe. Spójrz na daną sytuację ze wszystkich możliwych perspektyw.
Zatrzymanie spekulacji: Naucz się mówić myślom i nadmiernym analizom: “stop!”. Np. zamiast zakładać, że wiesz, co pomyślał Twój rozmówca, zacznij rozmowę od: “Hej, wydaje mi się, że jesteś na mnie zły za moje zachowanie. Czy możemy o tym pogadać?”. Pytaj też, co inni sądzą o danej sytuacji.
Przekształcanie: Zamiast ‘muszę, powinienem/powinnam’, stosuj ‘chciałbym, mógłbym’. Zapytaj, czy rzeczywiście ktoś zmusza do danych działań i czy konsekwencje będą aż tak straszne, jak może się wydawać. To zdejmie presję i pozwoli zobaczyć sytuację w zupełnie innym świetle.
Rachunek zysków i strat: Warto zadać sobie pytanie, czy dana myśl bardziej szkodzi, czy wspiera. Zazwyczaj, gdy dostrzeże się koszty emocjonalne, które stoją za daną myślą, zwiększy się swoją motywację do zmiany perspektywy.